# Sven Askling

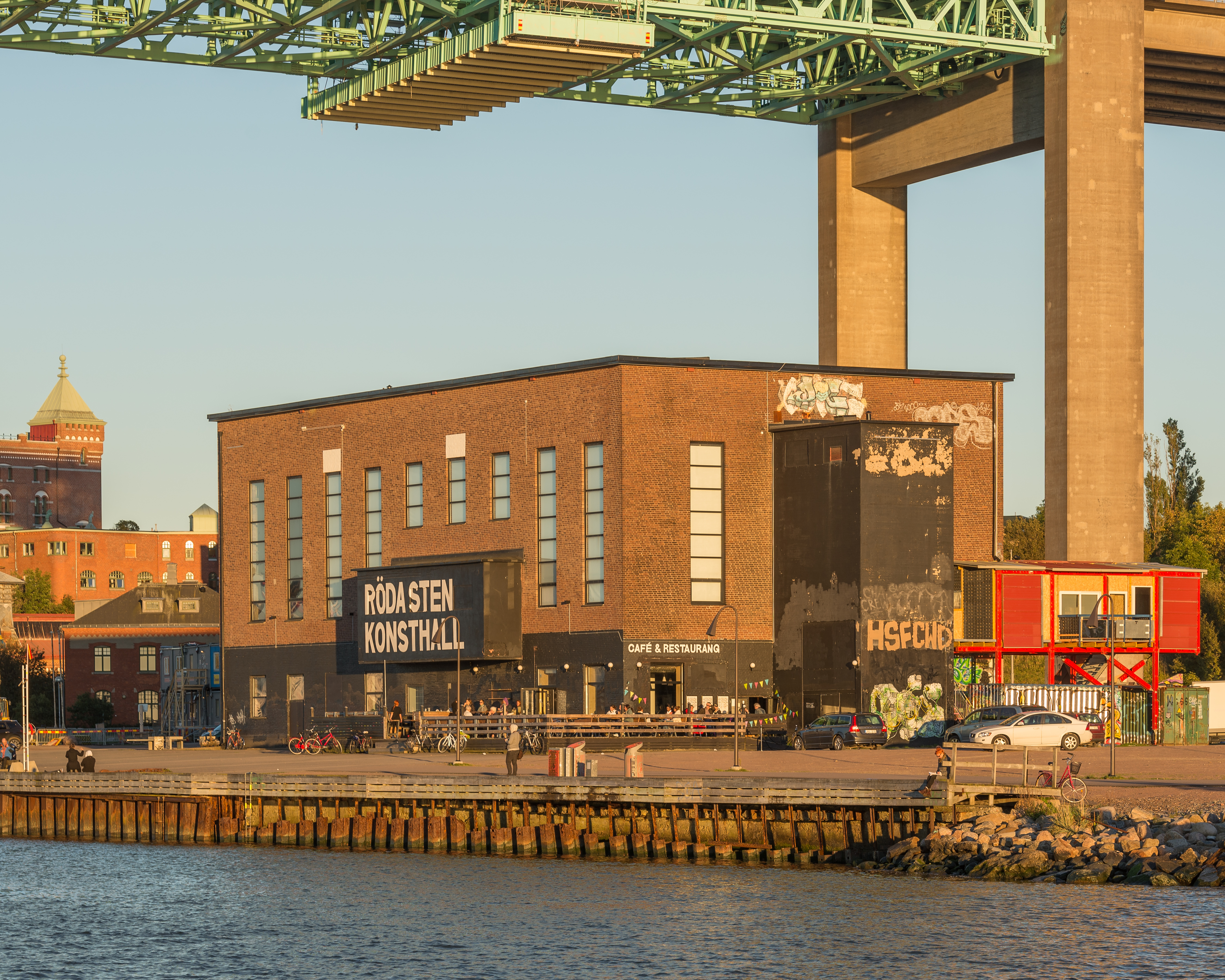
Pannhuset vid Röda sten ritades av Sven Askling 1941

Sven Birger Askling, född 22 juli 1899 i Asks församling, Östergötlands län, död 19 augusti 1984 i Malmö, var en svensk väg- och vattenbyggnadsingenjör och företagsledare. 
Askling, som var son till lantbrukare Albert Askling och Hedda Svensson, avlade studentexamen i Lund 1918 och utexaminerades från Kungliga Tekniska högskolan 1924. Han anställdes på professor Karl Ljungbergs ingenjörsbyrå Stockholm 1924, blev konstruktör vid AB Armerad Betong i Malmö 1926, arbetschef där 1934, chef för företagets Göteborgsavdelning 1938, överingenjör i Malmö 1952, teknisk direktör och vice verkställande direktör 1956 samt var verkställande direktör där 1960–1965. Han var styrelseledamot i AB Armerad Betong, Förvaltnings AB Egam, Svenska byggnadsindustriförbundet, Svenska väg- och vattenbyggnadsarbetsgivareförbundet, Svenska byggnadsentrenörföreningen och Malmö byggmästareförening. Han var speciallärare vid Chalmers tekniska högskola 1944–1952.